# Kranichfeld

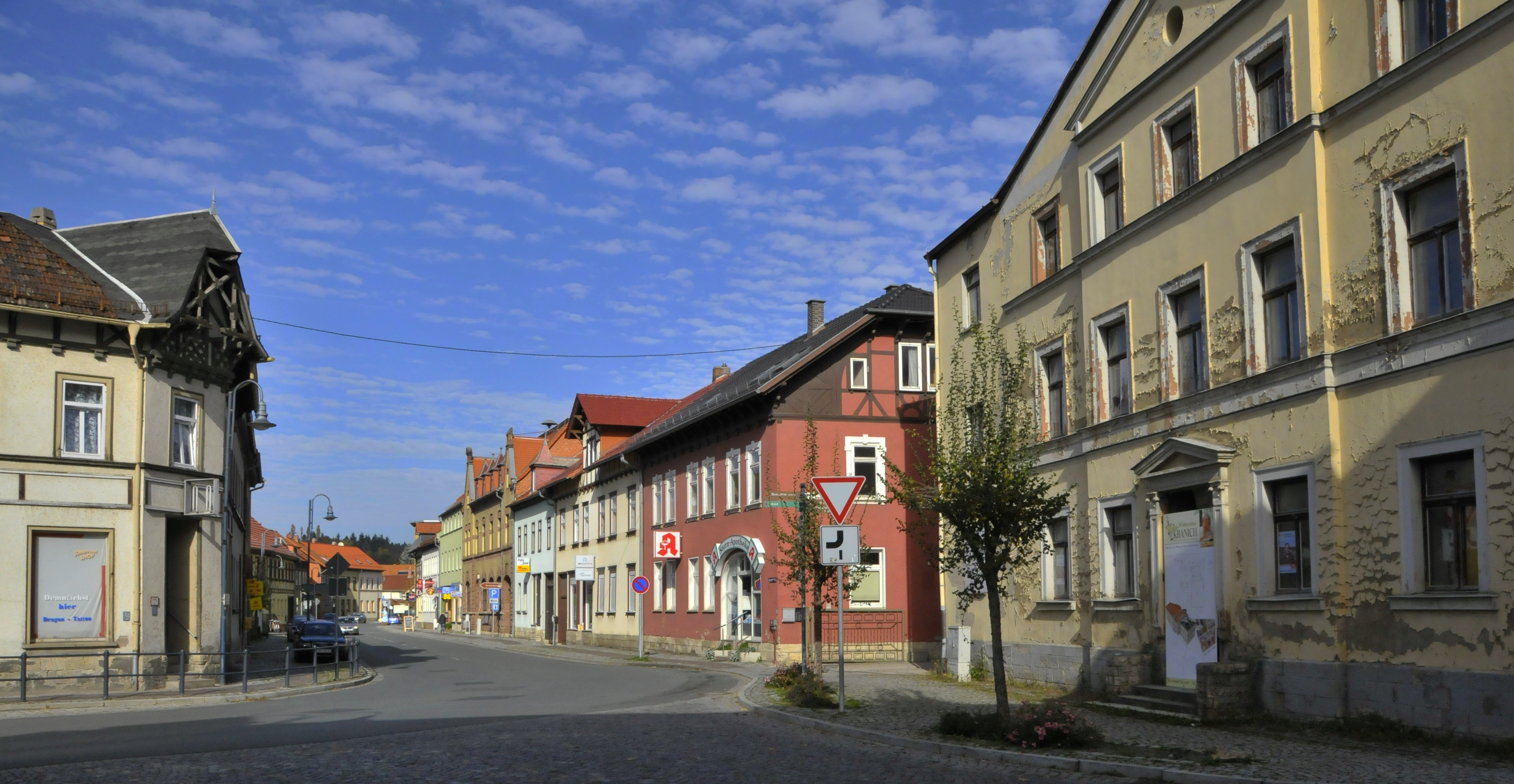
Ortsdurchgangsstraße Alexanderstraße

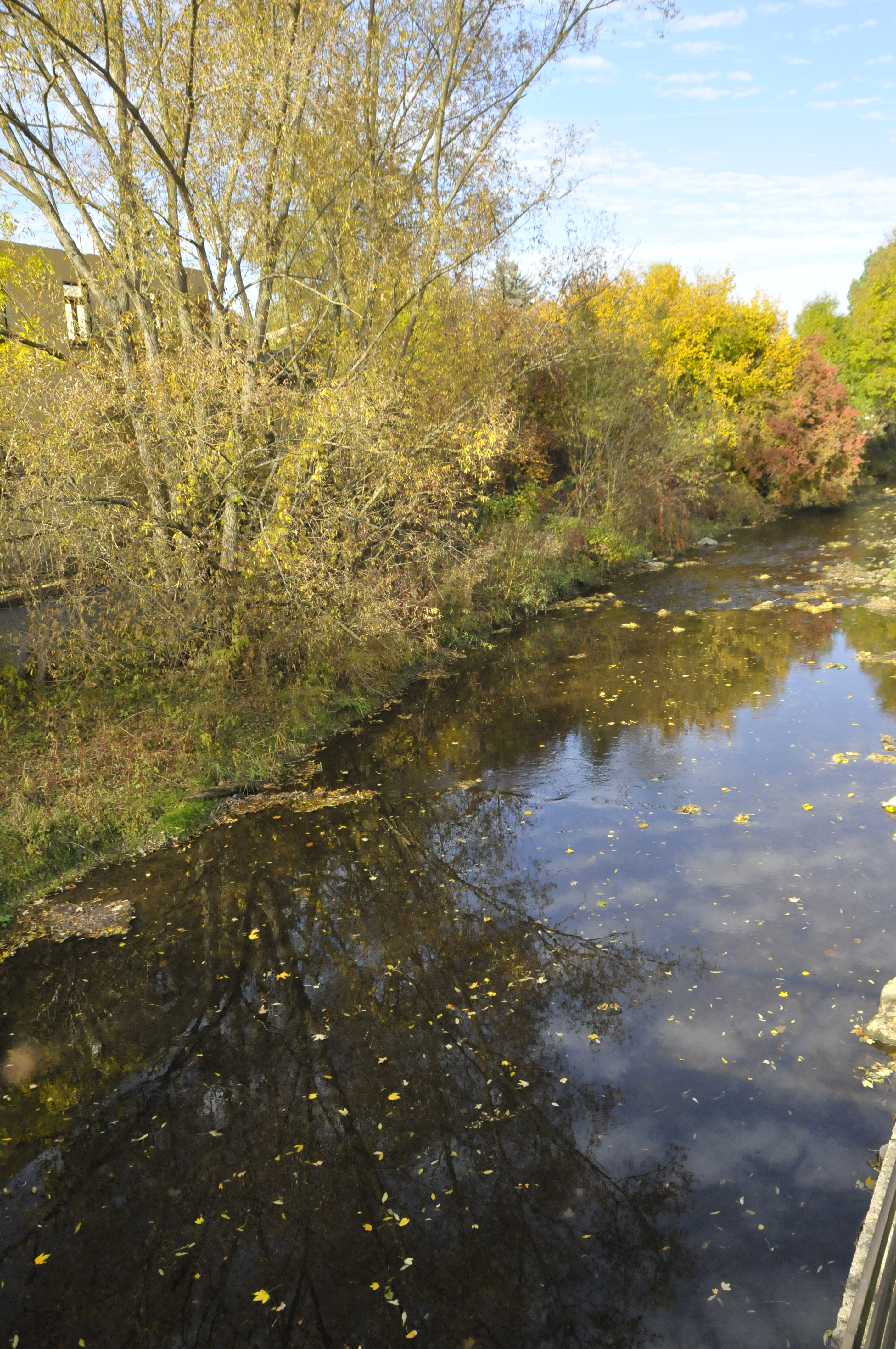
Die Ilm in Kranichfeld (Blick von der Auenbrücke)

Kranichfeld ist eine Landstadt im Mittleren Ilmtal im Südwesten des Landkreises Weimarer Land und Sitz der gleichnamigen Verwaltungsgemeinschaft.

## Geografie
Kranichfeld liegt im bewaldeten Hügelland der Ilm-Saale-Platte in einem Talkessel der Ilm. Die mittlere Höhenlage beträgt etwa 300 Meter ü. NN.
Der Ort besteht aus der Kernstadt Kranichfeld und den separat liegenden Ortsteilen Stedten (Ilm) und Barchfeld. Am 1. Januar 1976 wurde die damalige Gemeinde Stedten/Ilmtal in die Gemeinde Barchfeld a.d. Ilm eingegliedert, die wiederum am 9. April 1994 in die Stadt Kranichfeld eingemeindet wurde.

## Geschichte
Nach Wolfgang Kahl wurde Kranichfeld urkundlich 842–856 ersterwähnt.
Kranichfeld war ursprünglich zweigeteilt in den Planhof und das Judendorf. 1233 besaß der Mainzer Bischof die Lehnshoheit. Sie war als Pfand im Besitz der Schwarzburger, 1398 kam das Pfand an die Wettiner. Lehnsnehmer waren die Herren von Kranichfeld, welche die Oberburg erbauten, die erstmals im 12. Jahrhundert erwähnt wird, sowie etwas später die Niederburg. 1172 wurde die Herrschaft Kranichfeld in die Obere und die Niedere Herrschaft geteilt. Das Geschlecht der Kranichfelder erlosch um 1380 im Mannesstamm, ihr Erbe fiel an die Burggrafen von Kirchberg. Mitte des 15. Jahrhunderts erfolgte der Verkauf von Schloss und Herrschaft Ober-Kranichfeld 1453 an das Haus Reuß, in das eine Tochter aus dem Hause Kirchberg eingeheiratet hatte. Die Unterherrschaft (Nieder-Kranichfeld) hingegen kam 1455 an die Grafen von Gleichen-Blankenhain. Diese starben 1631 aus, woraufhin das Lehen an das Erzstift Mainz heimfiel. Dieses verkaufte 1639 die Lehen Burg Gleichen, Burg Blankenhain und die Niederburg Kranichfeld an Melchior von Hatzfeldt, einen Feldherrn im Dreißigjährigen Krieg. Er starb 1658 unvermählt und wurde von seinem Bruder Hermann von Hatzfeldt beerbt. Die Hatzfelder lebten jedoch in anderen Regionen, auf Schloss Haltenbergstetten in Mittelfranken oder im niederschlesischen Trachenberg. Der letzte Nachfahre dieser Linie, Friedrich Karl Franz Cajetan, Fürst von Hatzfeld-Gleichen-Trachenberg (1773–1794), starb ohne Nachkommen; daraufhin fiel das Lehen an der Gleichener Grafschaft, einschließlich Nieder-Kranichfeld, wiederum zurück an das Mainzer Erzbistum.
Von 1615 bis 1920 gehörte Ober-Kranichfeld zu verschiedenen thüringischen Fürstentümern, zuletzt seit 1826 zum Herzogtum Sachsen-Meiningen. 1650 erhielt der Ort das Stadtrecht. Die Unterherrschaft gehörte den Grafen zu Schwarzburg, ab 1803 Preußen, ab 1815 Sachsen-Weimar-Eisenach. Trotz herrschaftlicher Teilung bildete Kranichfeld aber stets eine Gemeinde. 1830 hatte sie 1300 Einwohner, 1888 erhielt sie Eisenbahnanschluss. Durch Gebietstausch waren die Ortsteile ab 1912 unter der Herrschaft Sachsen-Meiningens vereinigt.
Kranichfeld hat eine interessante Burgengeschichte. Fünf befestigte Anlagen (Burgen und Schlösser) sind nachgewiesen:
- Die Enzenburg, auch Weißenburg genannt, war eine Motte auf einer Landzunge eines verlandeten Sees.
- Burgstelle Turmhügelburg Neues Mahl, eine Motte (Hochmotte), zu der keine schriftlichen Unterlagen vorliegen. Der Burghügel ist aber erhalten. Der Hügel ist von einem kreisrunden Wald bewachsen und vom Bergfried des Oberschlosses aus gut an der anderen Talseite in einem Feld sichtbar. Der Name „Neues Mahl“ soll auf eine spätere Nutzung des Turmhügels als Gerichtsstelle, für Heimbürgen- und Rügegerichte, hindeuten. Der Hügel ist etwa 7 m hoch und hat ca. 30 m Durchmesser. Ein ehemals vorhandener Graben ist kaum noch zu erkennen. Die kleine Herrenburg soll ehemals aus einem Wohnturm mit Nebengebäude bestanden haben.
- Von der Burgstelle Schleussenburg sind keine geschichtlichen Unterlagen bekannt. Es war eine ältere Fluchtburg. In ihr soll der Ort Schleusdorf gelegen haben.
- Dem Oberschloss ging eine Burgstelle voraus, die den Flussübergang der Ilm sicherte. 1143 und 1152 wurden erstmals Herren von Kranichfeld erwähnt. Nach 1172 wurde die Oberburg erbaut. Nach dem Aussterben der Grafen kam die Burg 1389 an die Burggrafen Kirchberg, die 1398 die wettinische Landeshoheit annahmen. 1550 erfolgte der Umbau zum Schloss.
- Die Niederburg oder das Niederschloss wurde erstmals 1143 oder 1147 urkundlich erwähnt. 1906 wurde die Burg im Stil des Historismus umgestaltet. 1989, zur Zeit der politischen Wende, ging die Burg in den Besitz der Stadt Kranichfeld über.

## Politik

### Stadtrat
Die Kommunalwahl vom 26. Mai 2024 führte bei einer Wahlbeteiligung von 61,9 % zu folgendem Ergebnis:
| Partei / Liste              | Stimmenanteil | Sitze |
| FDP/Freie Bürger            | 21,7 %        | 3     |
| Aktiv für Kranichfeld (AfK) | 78,3 %        | 13    |

Bei der Kommunalwahl vom 26. Mai 2019 war mit einer Wahlbeteiligung von 54,7 % folgendes Ergebnis:
| Partei / Liste              | Stimmenanteil | Sitze |
| CDU                         | 29,0 %        | 4     |
| FDP/Freie Bürger            | 17,2 %        | 3     |
| Aktiv für Kranichfeld (AfK) | 53,8 %        | 9     |

### Wappen
Das Wappen, das dem der Grafen von Kranichfeld entstammt, zeigt auf weißem (heraldisch: silbernem) Grund auf grünem Feld (Blattwerk) stehend einen gelben (heraldisch: goldenen) Kranich, einen Stein in der erhobenen rechten Kralle haltend, über dem Kranich eine blaue Wolke, aus der eine Hand mit rotem Ärmel einen grünen Palmenzweig reicht, darunter in schwarz die Jahreszahl 1650.
In der Stadtgeschichte waren lange Zeit auch Wappen gebräuchlich, die nur den Kranich mit Stein zeigten. Bis in die 1980er-Jahre zeigte das Wappen auf weißem Grund einen hinter sich sehenden (heraldisch: widersehenden) gelben Kranich mit schwarzem Schweif, einen Stein in der erhobenen rechten Kralle haltend. Das Wappen zeigte kein grünes Feld unter dem Kranich, keine Wolke mit Arm und Palmenzweig und keine Jahreszahl 1650. Eine ältere Version bis in die 1920er Jahre war mit grünem Feld und rein goldenem Kranich versehen.
- Heraldische Beschreibung:

In Silber auf grünem Feld im Schildfuß stehend ein goldener Kranich (nicht widersehend, wie auf älteren Wappen), einen Stein in der erhobenen rechten Kralle haltend, im Schildhaupt rechts eine blaue Wolke, aus der eine Hand mit rotem Ärmel einen grünen Palmenzweig reicht, darunter rechts in schwarz die Jahreszahl 1650. In der Heraldik werden Wappen stets vom Träger aus (von hinten) gesehen. Die Jahreszahl bedeutet die Erteilung des Stadtrechts.

### Städtepartnerschaften
- Diemelstadt in Hessen, seit 1990
- Höchstadt a. d. Aisch in Bayern, seit dem 27. April 1991

In einem Amtsblatt der Verwaltungsgemeinschaft Kranichfeld wurde die Auflösung des Städtepartnerschaftsvereines fälschlicherweise als Beendigung der Städtepartnerschaft verstanden. Dies ist nicht der Fall. Die Partnerschaften mit Höchstadt a. d. Aisch und Diemelstadt bestehen weiterhin.

## Kultur und Sehenswürdigkeiten

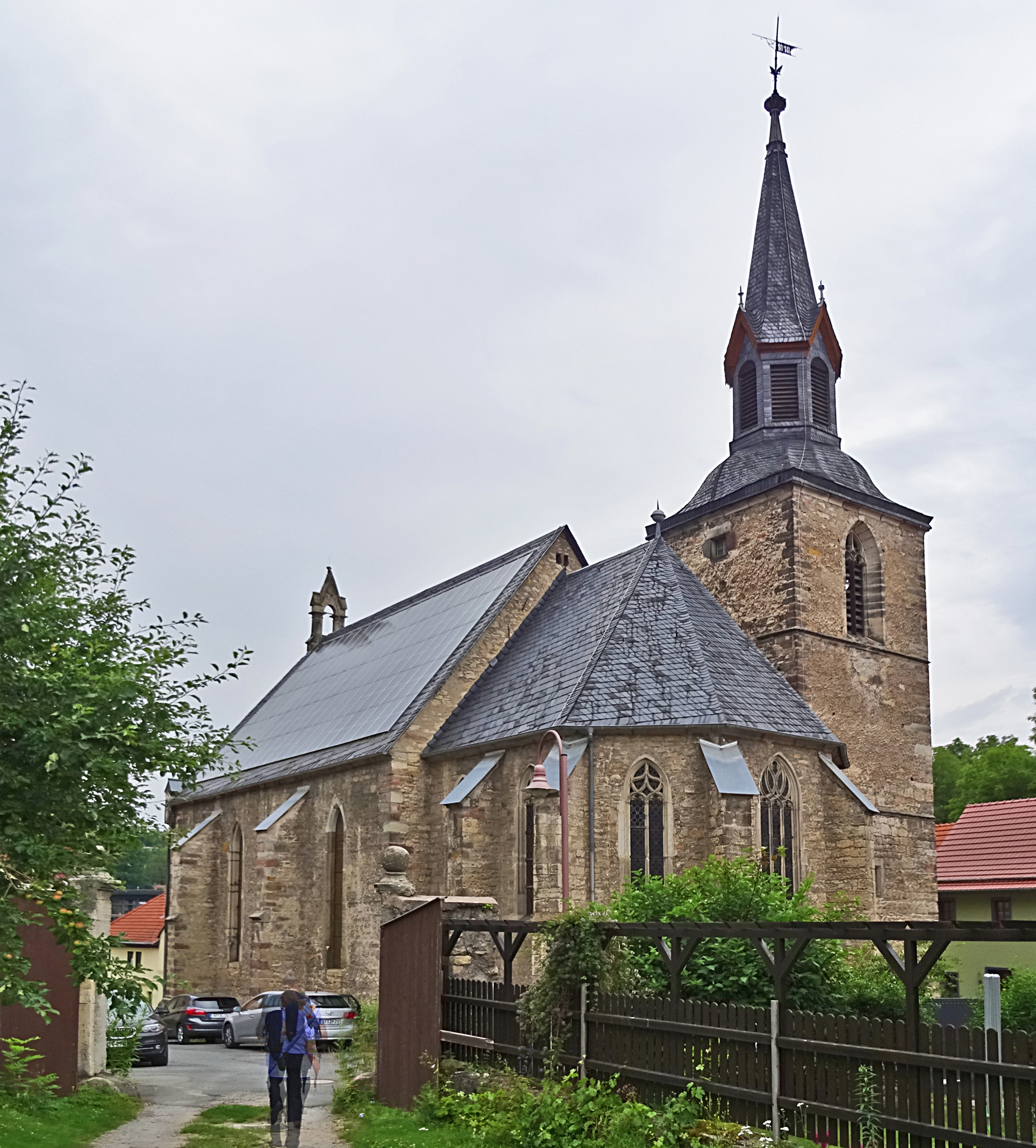
Stadtkirche St. Michaelis

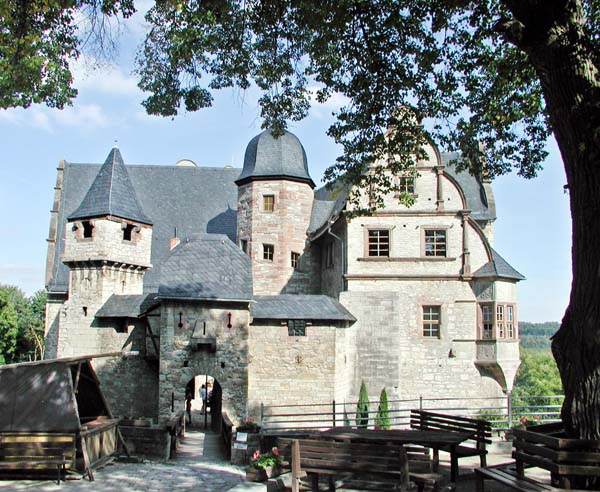
Oberschloss Kranichfeld

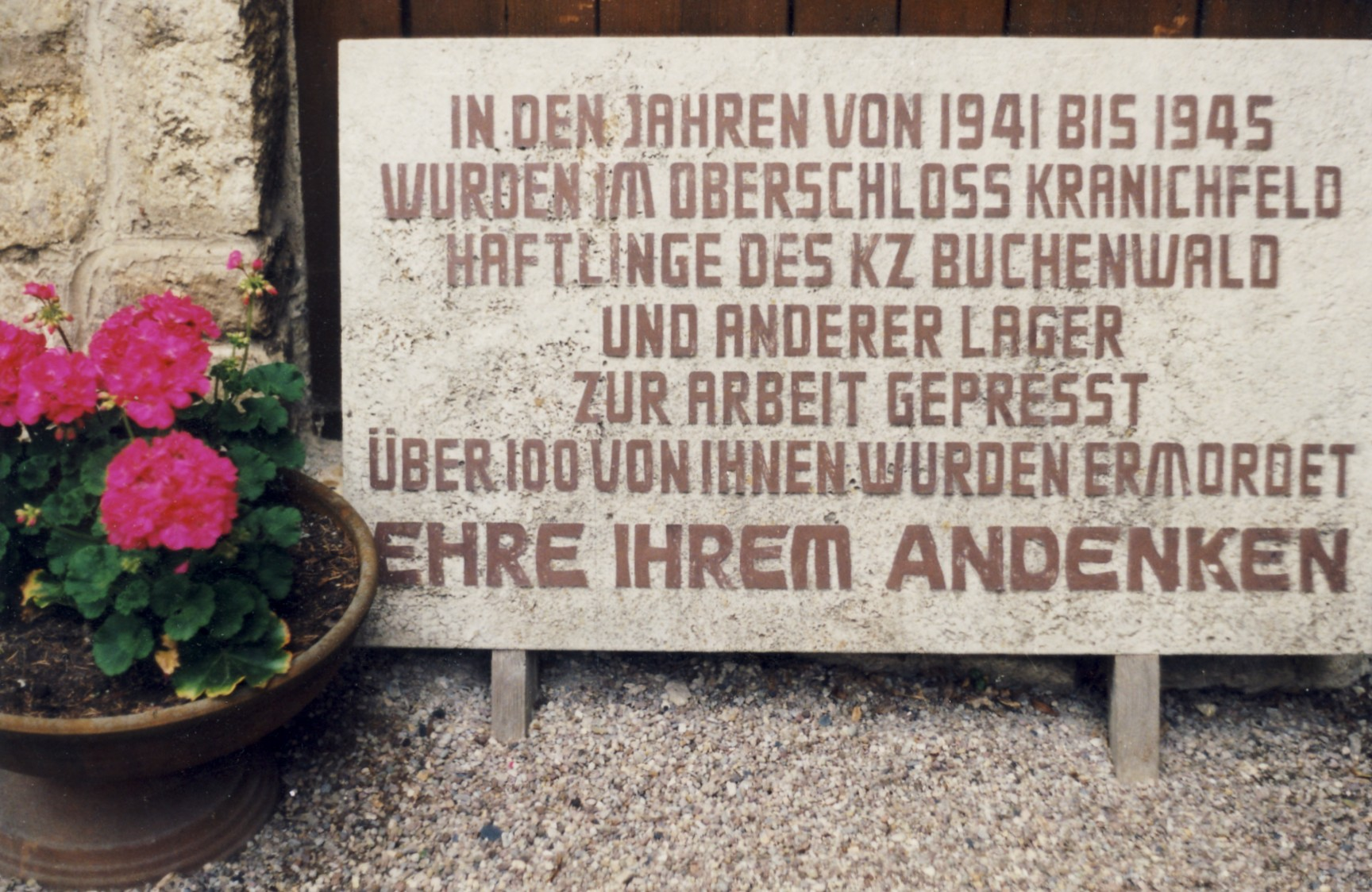
Eine Gedenktafel am Eingang erinnert an die KZ-Opfer

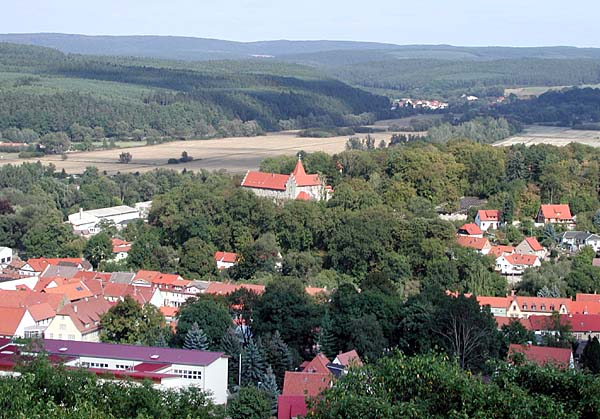
Blick ins Ilmtal mit der Niederburg

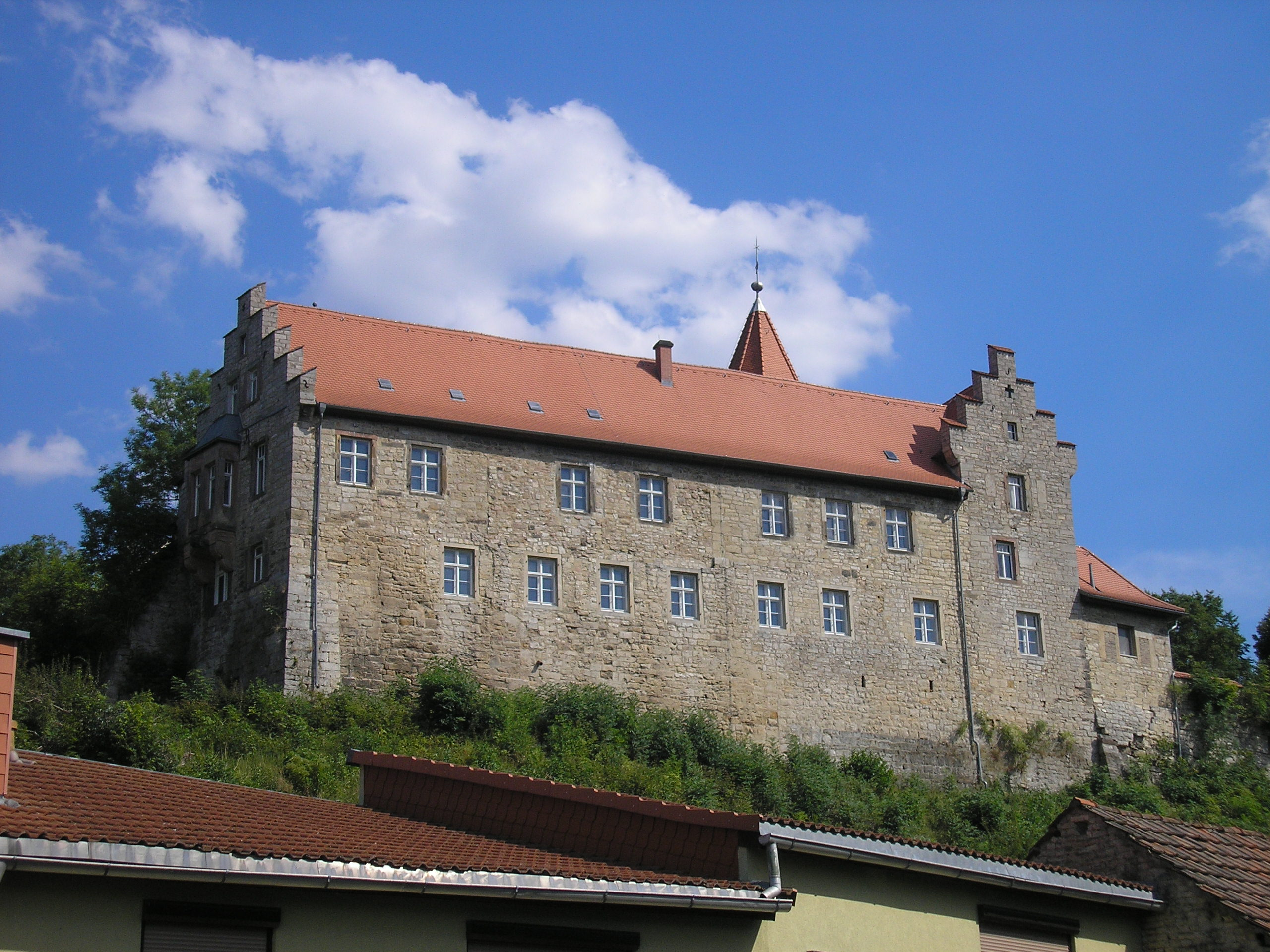
Niederburg

- Das Oberschloss ist ein Frührenaissancebau von 1530 mit älteren Vorgängern aus dem 12. Jahrhundert. Das Torhaus entstand 1906 nach einem Entwurf des Architekten Bodo Ebhardt. 1934 brannte das Schloss aus. Der letzte Besitzer schenkte die Burg auf Grund von Überschuldung 1941 dem „Reichsführer SS“ Heinrich Himmler, der die Ruine zu einer SS-Kultstätte und Führerschule ausbauen wollte. Hunderte Häftlinge des KZ Buchenwald wurden in diesen Jahren unter katastrophalen Bedingungen und dem Terror der SS zu Zwangsarbeiten abkommandiert, bei denen mehr als 100 Häftlinge ihr Leben verloren, wie eine Gedenktafel im Burghof berichtet. Nach dem Krieg war das Schloss dem Verfall preisgegeben. 1970 drohte der Abriss.[10] 1981 bildete sich ein Förderkreis zur Rettung des Schlosses. Von 1986 bis 2001 wurde die Ruine gesichert und teilweise saniert. Das Schloss wurde 1994 von der Stiftung Thüringer Schlösser und Gärten übernommen. Heute beherbergt die Anlage ein Museum zur Schlossgeschichte.
- Die Niederburg, erstmals erwähnt 1233, verdankt ihre heutige Gestalt einem Umbau von 1906. In unmittelbarer Umgebung gibt es eine Freilichtbühne.
- Die Michaelis-Kirche ist ein 1496 bis 1499 errichteter spätgotischer Bau. Während der Jahre 1889/90 erfolgten Umbauarbeiten an der Kirche, und der Kirchturm wurde saniert und um neun Meter erhöht, die Fachwerkeinbauten wurden entfernt und die Inneneinrichtung verändert. Die Kirche erhielt eine neue Kanzel von Christian Friedrich Kantner und eine neue Orgel von den Hof-Orgelbauern Gebrüder Poppe. Die Kirche ist evangelische Pfarrkirche für Kranichfeld und Stedten.
- Die Enzenburg ist als geschütztes Bodendenkmal der Rest einer spätmittelalterlichen kleinen Herrenburg. Sie gehörte zu einer 1143 erwähnten Dorfstelle „Enzenrode“. Die Wälle und Gräben der früheren Burg findet man an der Straße Richtung Hohenfelden kurz vor dem Stausee auf der rechten Seite. Eine Schautafel erklärt Einzelheiten.

### Gedenkstätten
- Auf dem Ortsfriedhof erinnert eine Gedenkanlage mit Denkmal an 26 umgekommene Zwangsarbeiter verschiedener Nationalität, von denen zehn namentlich genannt werden.
- Seit 1984 erinnert an der Ilmenauer Straße (Höhe Einmündung Lindental) ein Gedenkstein an die Opfer eines Todesmarsches von Häftlingen des KZ Buchenwald, die im Frühjahr 1945 durch den Ort getrieben wurden.

### Museen
- Baumbachhaus: Dauerausstellung zum Leben von Rudolf Baumbach und wechselnde Ausstellungen zu regionalbezogenen Themen
- Oberschloss: Ausstellung zur Geschichte des Oberschlosses und der Stadt

### Regelmäßige Veranstaltungen
- Rosenfest alljährlich im Sommer (meist Juni) mit Festumzug und Veranstaltungen auf der Freilichtbühne bei der Niederburg und anderen Veranstaltungsorten (Oberschloss, Anger), zweijährlich in Verbindung mit dem Thüringer Tanzfest
- Mittelalterfest jährlich zu Pfingsten auf dem Oberschloss
- Konzerte und Opernaufführungen im Sommer auf der Freilichtbühne bei der Niederburg
- Musikfestivals im Sommer auf dem Gelände der Niederburg und der Freilichtbühne wie z. B. das Sternenklang Festival, das Black Lower Castle Festival und andere
- Mittelalterspektakel und Ritterspiele im Gelände der Niederburg jährlich Ostern und im Herbst

### Freizeit- und Sportanlagen
- Tao Te Weimarer Land e. V. (Sportverein für Karate, Zumba, Fitness, Gesundheitssport)
- Stadion (Fußball, Feldhandball, Leichtathletik) mit Kegelbahn
- Eine auch für Kulturveranstaltungen nutzbare Sporthalle (Dreifelderhalle)
- Adler- und Falkenhof Schütz auf der Niederburg
- Kranichfeld liegt am 124 Kilometer langen Ilmtal-Radweg

## Wirtschaft und Infrastruktur

### Wirtschaft
Größtes Unternehmen in Kranichfeld ist die Neumann Bauelemente GmbH mit 90 Mitarbeitern (2007) sowie die Firma Mühl24 GmbH, Großhandel für Baustoffe sowie Sanitär und Fliesen.

### Verkehr

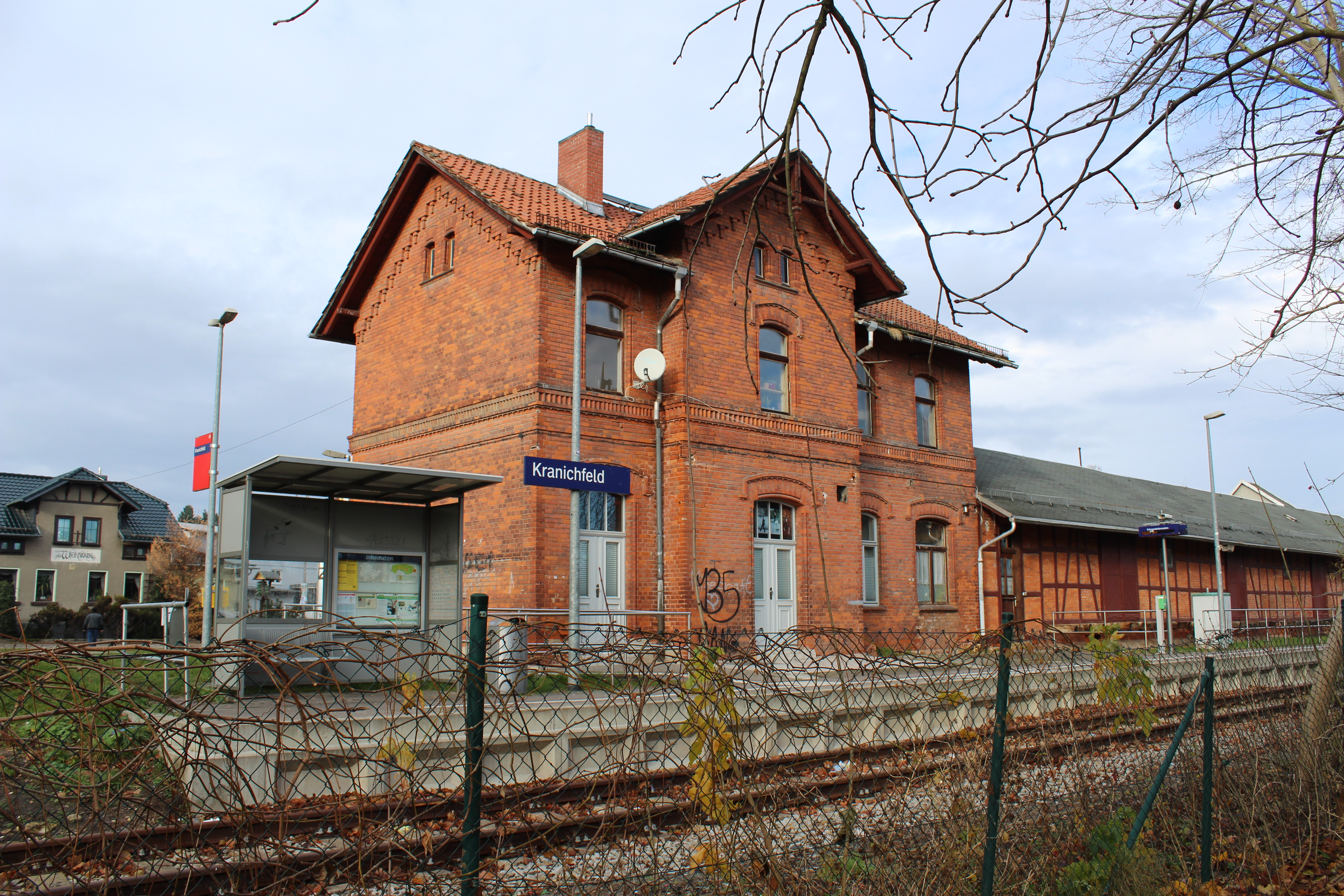
Haltepunkt Kranichfeld (2017)

Kranichfeld liegt an der Landesstraße 3087 Ilmenau–Bad Berka, einem früheren Teilstück der B 87. Weitere Straßen sind die Landesstraße 1052 nach Erfurt, zur A 4 und zum Stausee Hohenfelden sowie die Kreisstraße 310 nach Teichel, einem Stadtteil von Rudolstadt.
Mit dem Bahnhof Kranichfeld besteht ein stündlicher Bahnanschluss an die rund 25 Kilometer lange Ilmtalbahn nach Weimar über Bad Berka. Die Ilmtalbahn endet in Kranichfeld. Planungen, sie bis nach Stadtilm zur Bahnstrecke Arnstadt–Saalfeld zu verlängern, wurden schon Anfang des 20. Jahrhunderts verworfen.

### Bildungseinrichtungen
- Grundschule Anna Sophia
- Regelschule Anna Sophia
- Drei Kindergärten (zwei in Kranichfeld, einer in Stedten)
- Stadtbibliothek Kranichfeld

### Wasser und Abwasser
Die Aufgabe der Wasserversorgung obliegt dem Wasserversorgungszweckverband Weimar; die Abwasserbeseitigung wurde dem Wasser-/Abwasserzweckverband Arnstadt und Umgebung übertragen.

### Ämter
- Stadtverwaltung und Sitz der Verwaltungsgemeinschaft Kranichfeld

## Persönlichkeiten

### Ehrenbürger
- 1917: Paul von Hindenburg (1847–1934), Generalfeldmarschall[11]
- 2006: Für sein Engagement zum Erhalt des Baumbachhauses in Kranichfeld erhielt Walter Scheel die Ehrenbürgerwürde der Stadt.

### Söhne und Töchter der Stadt
- Georg Quitschreiber (1569–1638), Komponist
- Anton Hülse (1637–1712), Architekt des Barock
- Johann Friedemann Schneider (1669–1733), Logiker, Physiker und Jurist
- Johann Albrecht Klein (1698–1778), Astronom
- Wilhelm Ernst Wunder (1713–1787), fürstlicher Hofmaler am markgräflichen Hof zu Bayreuth
- Heinrich Friedrich Abt († 1793), Hofmedikus in Weimar
- Karl Friedrich Ernst Ludwig (1773–1846), Journalist und Publizist
- August Topf (1826–1885), Geistlicher und Politiker
- Hermann Gollner (1830–1906), Emailmaler, Porzellanmaler, Maler und Hochschullehrer
- Wilhelm Thomas (1834–1897), Landtagspräsident und Reichstagsabgeordneter
- Rudolf Baumbach (1840–1905), Dichter, z. B. Hoch auf dem gelben Wagen
- Carl Bamberg (1847–1892), Mechaniker und Unternehmer (Askania Werke)
- August Freysoldt (1856–1932), Forstmann, Rennsteig-Historiker
- August Baudert (1860–1942), SPD-Politiker, Landtags- und Reichstagsabgeordneter, Verfolgter des Naziregimes
- Franz Nauber (1911–2001), Hornist
- Carola Schulze (* 1949), Juristin, Hochschullehrerin
- Wolfgang Kahl (* 1951), Autor zur Geschichte des mittelalterlichen Thüringen

### Persönlichkeiten, die mit der Stadt in Verbindung stehen
- Wolfgang Ratke (auch Ratichius) (1571–1635), Pädagoge und Schulreformer, wurde zwei Jahre als Verfolgter von der Witwe des Grafen Carl-Günther von Schwarzburg-Rudolstadt auf dem Oberschloss beherbergt
- Anna Sophia von Schwarzburg-Rudolstadt (1584–1652), Mitbegründerin der Tugendlichen Gesellschaft